# Бойд (окръг, Небраска)
Вижте пояснителната страница за други значения на Бойд.
Окръг Бойд (на английски: Boyd County) е окръг в щата Небраска, Съединени американски щати. Площта му е 1412 km², а населението - 2438 души (2000). Административен център е град Бют.